# Thörlingen

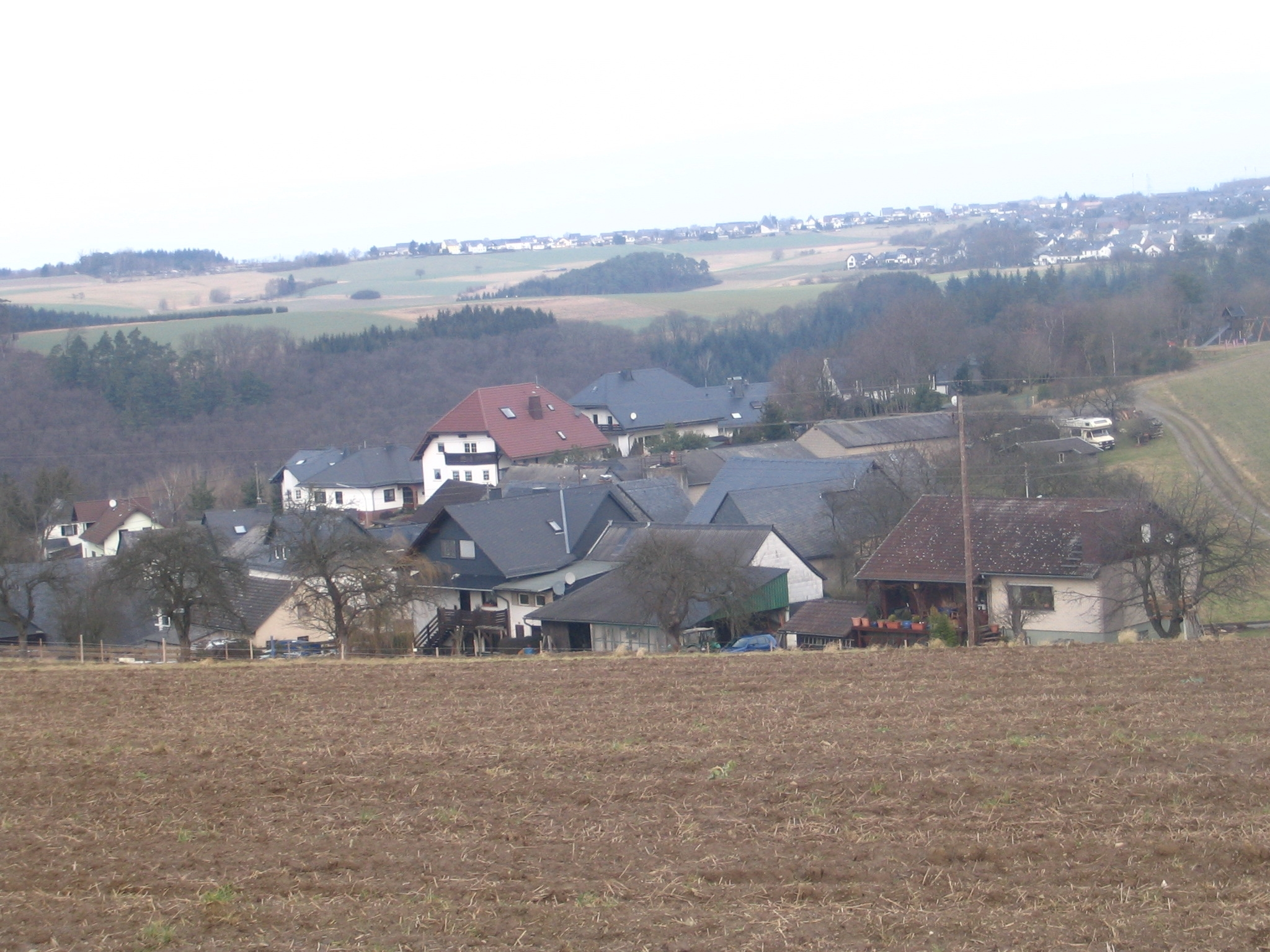
Thörlingen liegt am Rande des Baybachtals

Thörlingen ist eine Ortsgemeinde im Rhein-Hunsrück-Kreis in Rheinland-Pfalz. Sie gehört der Verbandsgemeinde Hunsrück-Mittelrhein an.

## Geographie
Thörlingen liegt am Rande des Baybachtals im Hunsrück.

## Geschichte
Thörlingen gehörte zum sogenannten Gallscheider Gericht. Der Gerichtsplatz lag bei Emmelshausen. 1314 gelangte der Ort mit dem Gericht an Kurtrier. Mit der Besetzung des Linken Rheinufers 1794 durch französische Revolutionstruppen wurde der Ort französisch, 1815 wurde er auf dem Wiener Kongress dem Königreich Preußen zugeordnet. Nach dem Ersten Weltkrieg zeitweise französisch besetzt, ist der Ort seit 1946 Teil des damals neu gebildeten Landes Rheinland-Pfalz.
Statistik zur Einwohnerentwicklung
Die Entwicklung der Einwohnerzahl der Gemeinde Thörlingen, die Werte von 1871 bis 1987 beruhen auf Volkszählungen:
| Jahr | Einwohner |
| 1815 | 119       |
| 1835 | 159       |
| 1871 | 143       |
| 1905 | 115       |
| 1939 | 149       |

| Jahr | Einwohner |
| 1950 | 136       |
| 1961 | 133       |
| 1970 | 128       |
| 1987 | 123       |
| 2005 | 144       |

## Politik

### Gemeinderat
Der Gemeinderat in Thörlingen besteht aus sechs Ratsmitgliedern, die bei der Kommunalwahl am 9. Juni 2024 in einer Mehrheitswahl gewählt wurden, und dem ehrenamtlichen Ortsbürgermeister als Vorsitzendem.

### Bürgermeister
Ortsbürgermeister ist Jens Lukas. Bei der  Direktwahl am 26. Mai 2019 war kein Kandidat angetreten, er wurde am 12. August 2019 durch den Gemeinderat gewählt und damit Nachfolger von Thomas Kochhan. Bei der Direktwahl am 9. Juni 2024 wurde Jens Lukas als einziger Bewerber mit einem Stimmenanteil von 70,7 % für weitere fünf Jahre in seinem Amt bestätigt.

### Wappen
Das Wappen von Thörlingen hat in geteiltem Schild vorne in Rot einen silbernen Balken, hinten in Gold eine schwarze Kapelle.